# Krásné Údolí
Krásné Údolí (německy Schönthal) je město v okrese Karlovy Vary v Karlovarském kraji. Ve městě žije 392 obyvatel.
Okolí města je intenzivně zemědělsky využíváno. Středem obce prochází silnice I/20 i hranice chráněné krajinné oblasti Slavkovský les. Na kraji obce se nacházejí tři bezejmenné rybníky. Ve městě se nachází závod společnosti Hollandia vyrábějící mléčné výrobky.

## Historie
Krásné Údolí vzniklo na místě starších vesnic Odolenovice a Schickenplas. Roku 1488 je založil Jindřich III. z Plavna na základě povolení krále Vladislava Jagellonského z dubna téhož roku. Nově založené městečko se mělo řídit právy Bochova a v okruhu jedné míle od něj bylo zakázáno vysadit nové tržní městečko. Měšťané si směli s povolením vrchnosti zřídit solnici, sladovny, pivovary, mlýny a mohli provozovat řemesla. To vše za podmínky, že nebudou škodit sousedům.
V roce 1490 páni z Plavna získali toužimské panství, ke kterému Krásné Údolí připojili. Význam městečka potom upadl. Součástí povolení k založení městečka bylo také hradební právo, ale je pravděpodobné, že fortifikace nikdy nebyla zřízena. Přesto je možné, že bylo postaveno provizorní dřevohlinité opevnění, které pak nejspíše zaniklo při požáru v roce 1656.

## Obyvatelstvo
Při sčítání lidu v roce 1921 ve vsi žilo 523 obyvatel (z toho 228 mužů) německé národnosti. Kromě dvou evangelíků se hlásili k římskokatolické církvi. Podle sčítání lidu z roku 1930 měla vesnice 488 obyvatel: 487 Němců a jednoho cizince. S výjimkou jednoho člověka bez vyznání byli římskými katolíky.
| Rok            | 1869 | 1880 | 1890 | 1900 | 1910 | 1921 | 1930 | 1950 | 1961 | 1970 | 1980 | 1991 | 2001 | 2011 | 2021 |
| -------------- | ---- | ---- | ---- | ---- | ---- | ---- | ---- | ---- | ---- | ---- | ---- | ---- | ---- | ---- | ---- |
| Počet obyvatel | 770  | 820  | 774  | 760  | 716  | 653  | 607  | 268  | 306  | 422  | 532  | 451  | 442  | 434  | 379  |
| Počet domů     | 131  | 132  | 134  | 134  | 127  | 127  | 131  | 95   | 72   | 71   | 81   | 88   | 89   | 89   | 92   |

## Městská správa
Mezi lety 1850–1980 bylo Krásné Údolí městem a později obcí v okrese Karlovy Vary (1850–1890), posléze v okrese Teplá (1900–1930), poté v okrese Toužim (1950) a později opět v okrese Karlovy Vary. Od 1. ledna 1981 do 23. listopadu 1990 patřilo jako část obce k Útvině a od 24. listopadu 1990 je opět samostatnou obcí, ale Český Chloumek a Přílezy již zůstaly součástí Útviny. Dne 29. února 2012 byl obci navrácen status města.

### Části města
- Krásné Údolí
- Odolenovice

V letech 1961–1980 k městu patřily i Český Chloumek a Přílezy.

### Městské symboly
Znak města je historický, vlajka byla městu udělena rozhodnutím předsedkyně Poslanecké sněmovny Parlamentu České republiky dne 24. února 2012.

## Pamětihodnosti
- Kostel svatého Vavřince (1464)
- Socha svatého Jana Nepomuckého (1780)
- Smírčí kříž

## Osobnosti
- Maurus Pfannerer (1818–1892), římskokatolický duchovní, pedagog a politik